# Dobrzyny
Dobrzyny – osada leśna w Polsce położona w województwie opolskim, w powiecie kluczborskim, w gminie Kluczbork.
W latach 1975–1998 osada należała administracyjnie do województwa opolskiego.